# 立入宗継

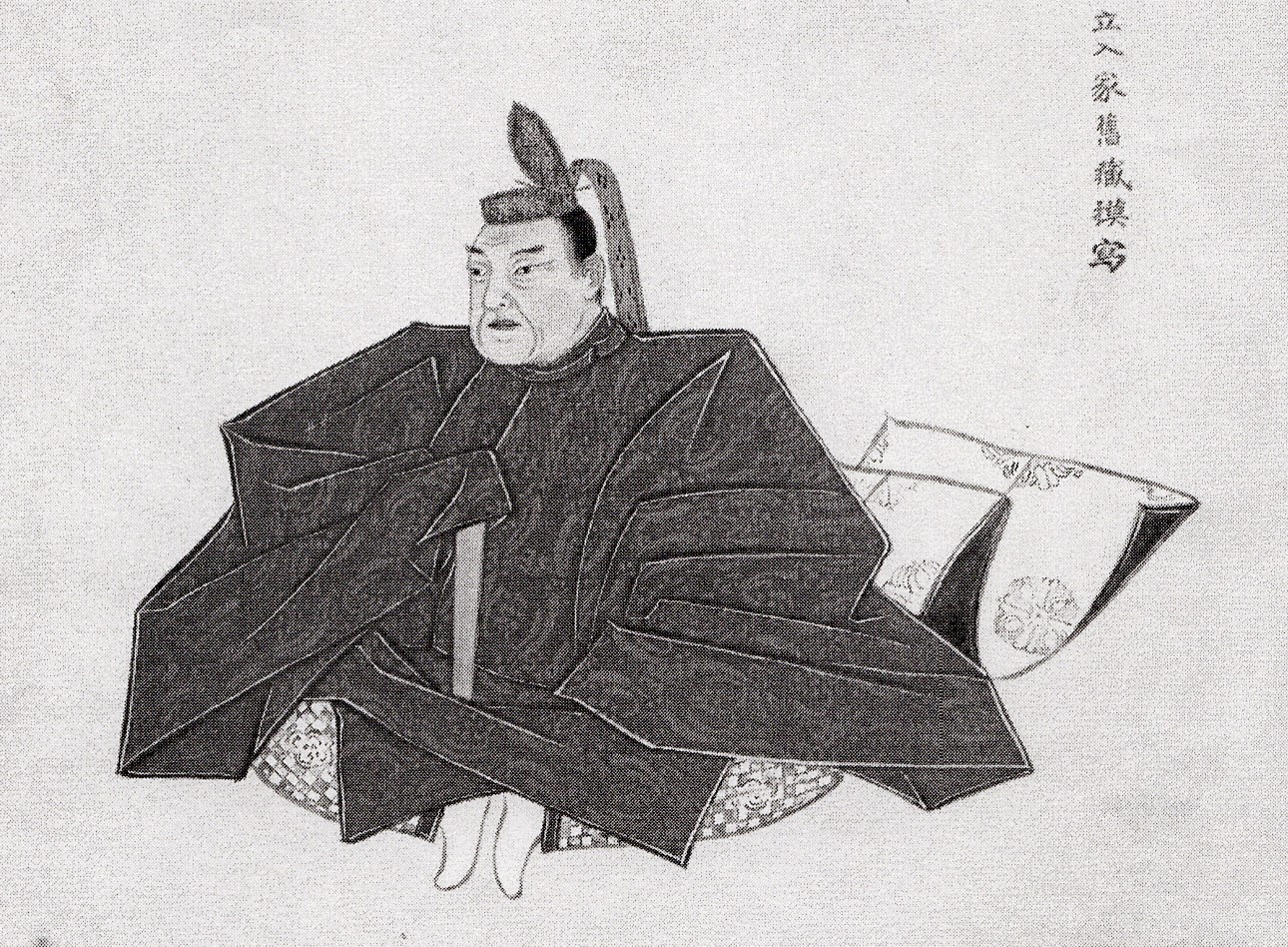
立入宗継

立入 宗継（たてり むねつぐ、大永8年1月5日（1528年2月5日） - 元和8年9月26日（1622年10月30日））は、禁裏御蔵職をあずかる戦国時代から安土桃山時代にかけての商人・官人。立入家三代目当主。六角氏に属した近江立入城主・立入宗長（立入家二代目当主）の子。子に康継・祇員がいる。幼名は幸夜叉丸（こうやしゃまる）。号は隆佐。官位は従五位下・左京亮、贈従二位。
宗継が見聞した出来事等の覚書を集成した記『立入左京亮入道隆佐記』（立入宗継記）があり、多くの戦国大名との交友があった人物として知られている。弟に東福寺住職の月渓聖澄がいる。

## 経歴
立入家は近江国野洲郡立入庄（現在の滋賀県守山市立入町）を発祥とする。出自ははっきりしないが、藤原北家秀郷流、あるいは佐々木氏の一族、また立入家文書には松田丹後守および豊前守関連の史料が伝来しており、年代的な齟齬があるものの立入家系図によれば奉行衆松田一族の子孫であるとされ、近江立入城は文明年間(1469-87)松田丹後守秀興によって築かれたとされる。
代々皇室の御料所から納められる年貢を預かっていたが、やがて室町時代になると、貨幣経済の進展により年貢を銭で納める銭納や代銭納が普及したことに伴い、金融業も扱うようになった。
永正6年（1509年）、既に朝廷の禁裏御蔵職であった立入宗康（立入家初代当主）は、京都御所に毎月酒饌（しゅせん）を納め、御物（ごもつ）の保管・金銭の出納・年貢米などの管理にあたった。やがて宗継が禁裏御蔵職を襲職。
姉が信長の家臣道家尾張守に嫁いでいた繋がりもあり、ともに義父である磯谷久次と信長の上洛を画策し、正親町天皇の勅使として、永禄7年（1564年）と同10年（1567年）の二度に亘り尾張国清洲城に下向。応仁の乱以降荒んだ御料所の回復や、京都御所の修繕を依頼する密勅を持ち織田信長に上洛を促す。そして永禄11年（1568年）9月に信長は羽柴秀吉・丹羽長秀・滝川一益・柴田勝家らを率いて上洛。その際、宗継は天皇の命を受け粟田口にて信長を出迎え、（このとき信長は以前立入宗継が調達し朝廷からの贈り物であると伝えた布で織った着物を着ていたという）以降は朝廷と信長の間を周旋する。
天正6年（1578年）には、10年間に及んだ石山合戦において、織田信長と石山本願寺の門主・顕如との和睦に奔走。
墓所は京都市上京区にある浄土宗大本山清浄華院。

## 栄典
- 1898年（明治31年）4月9日 - 贈従二位[10]

## 現在
明治政府より朝儀復興に尽力した功績を称えられ、明治31年（1898年）4月9日に従二位の位階を追贈され、『立入宗継旌忠碑』が建てられた。碑は清浄華院の正門を入った御影堂（大殿）手前にある。肖像画（『立入宗継候』）が立入家（京都市）に所蔵されている（一般非公開）。京都三大祭のひとつ時代祭において『織田公上洛列』の先頭で馬に乗り登場する。
立入宗家は明治以降養子が続いたが、平成28年に宗家最後の女性が夫子のないまま死去し断絶。家伝の文書史料などは女性の生前に京都市歴史資料館に寄贈され『禁裏御倉職立入家文書』として刊行されている。

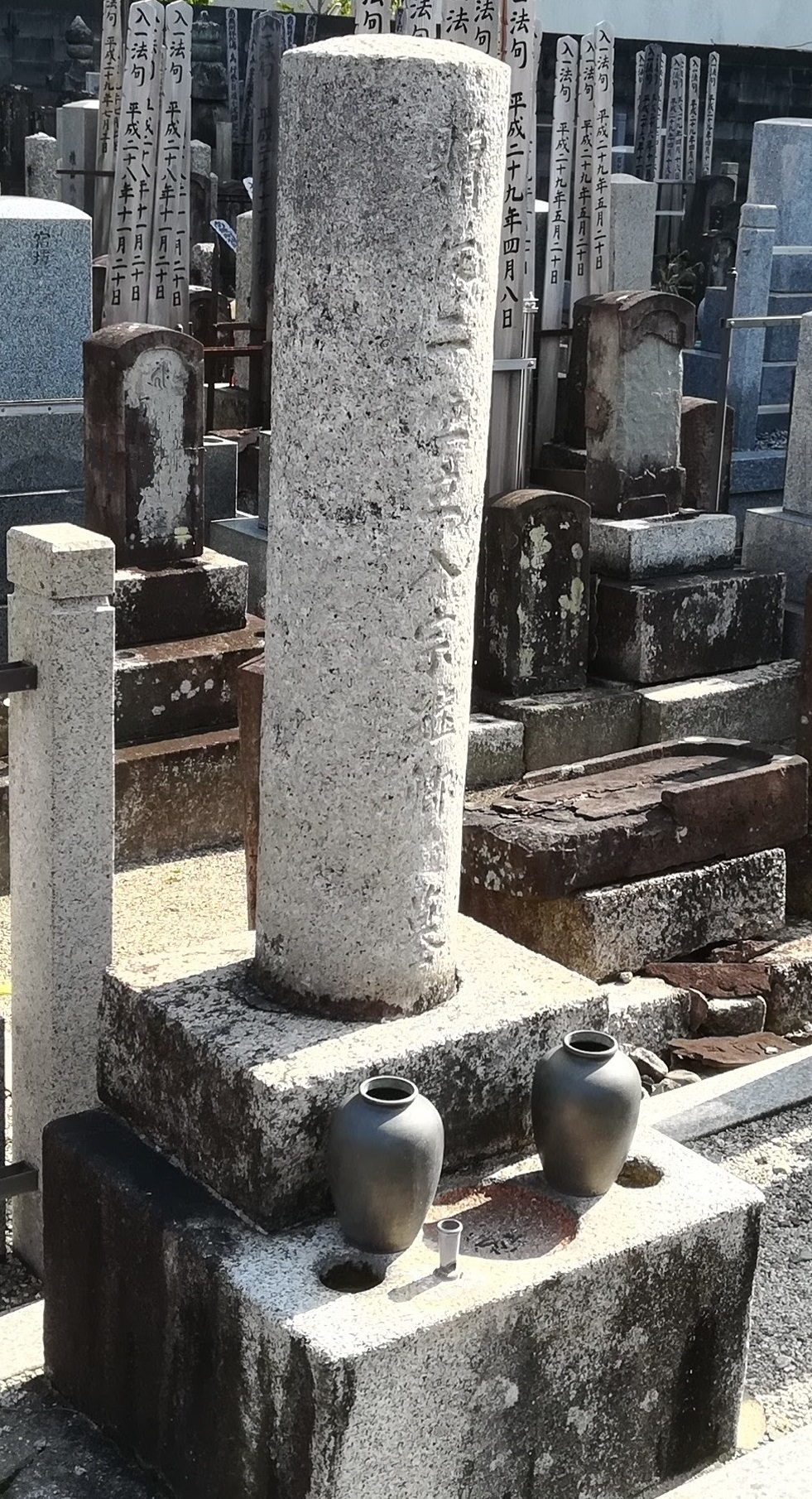
清浄華院：立入宗継墓石（本来の墓石は立入家無縁墓地内）
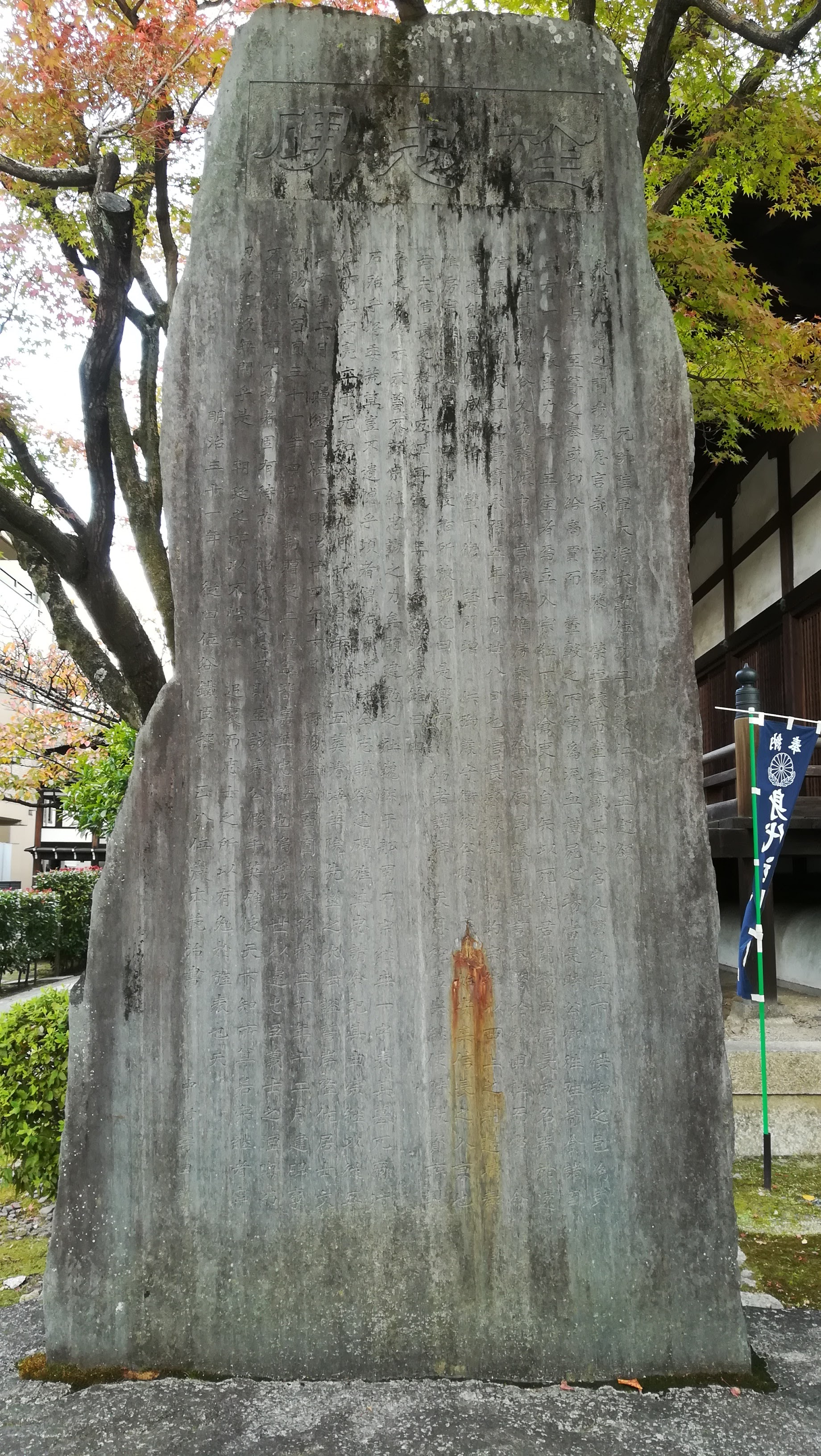
清浄華院：立入宗継旌忠碑
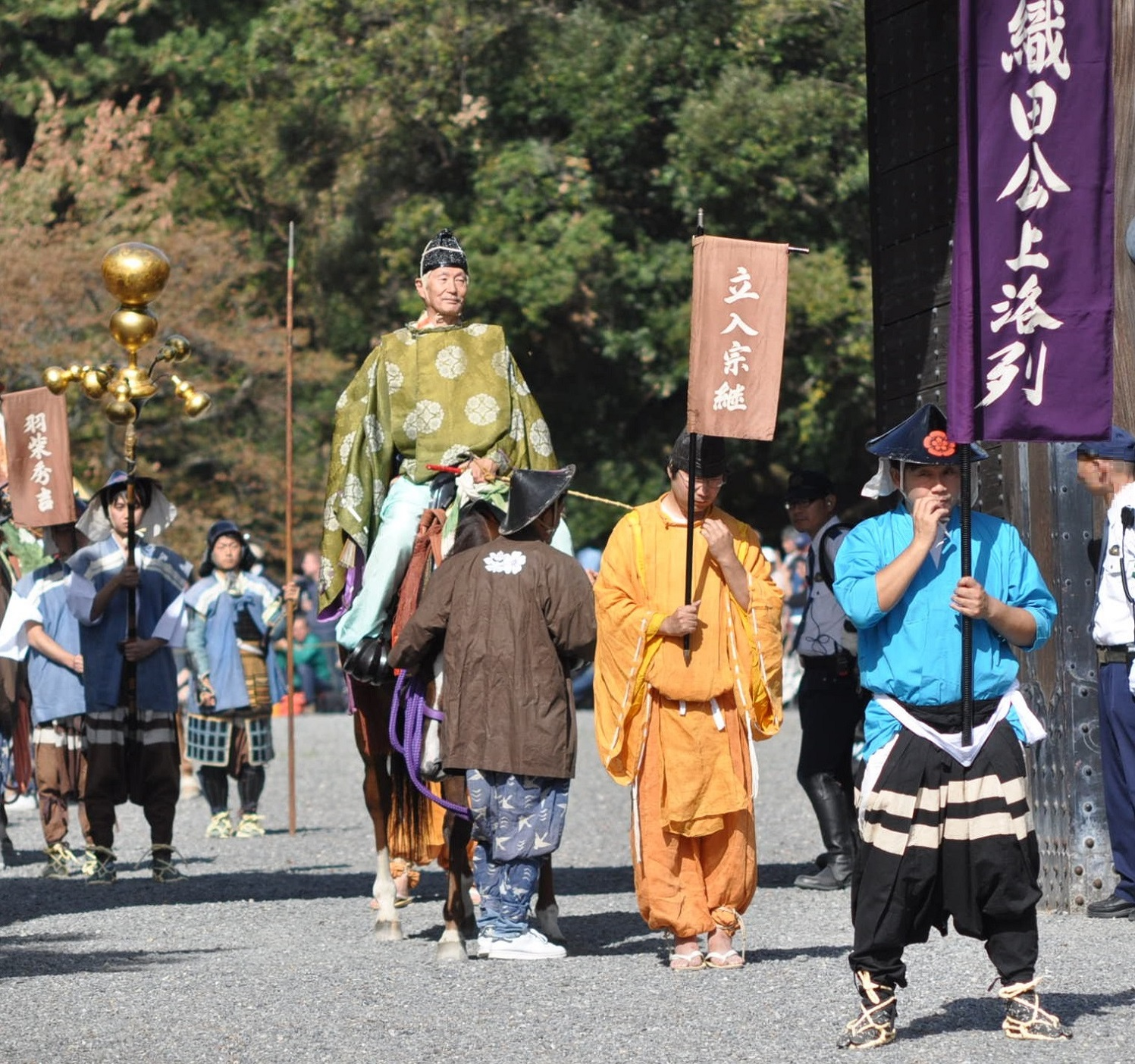
時代祭「織田公上洛列」立入宗継
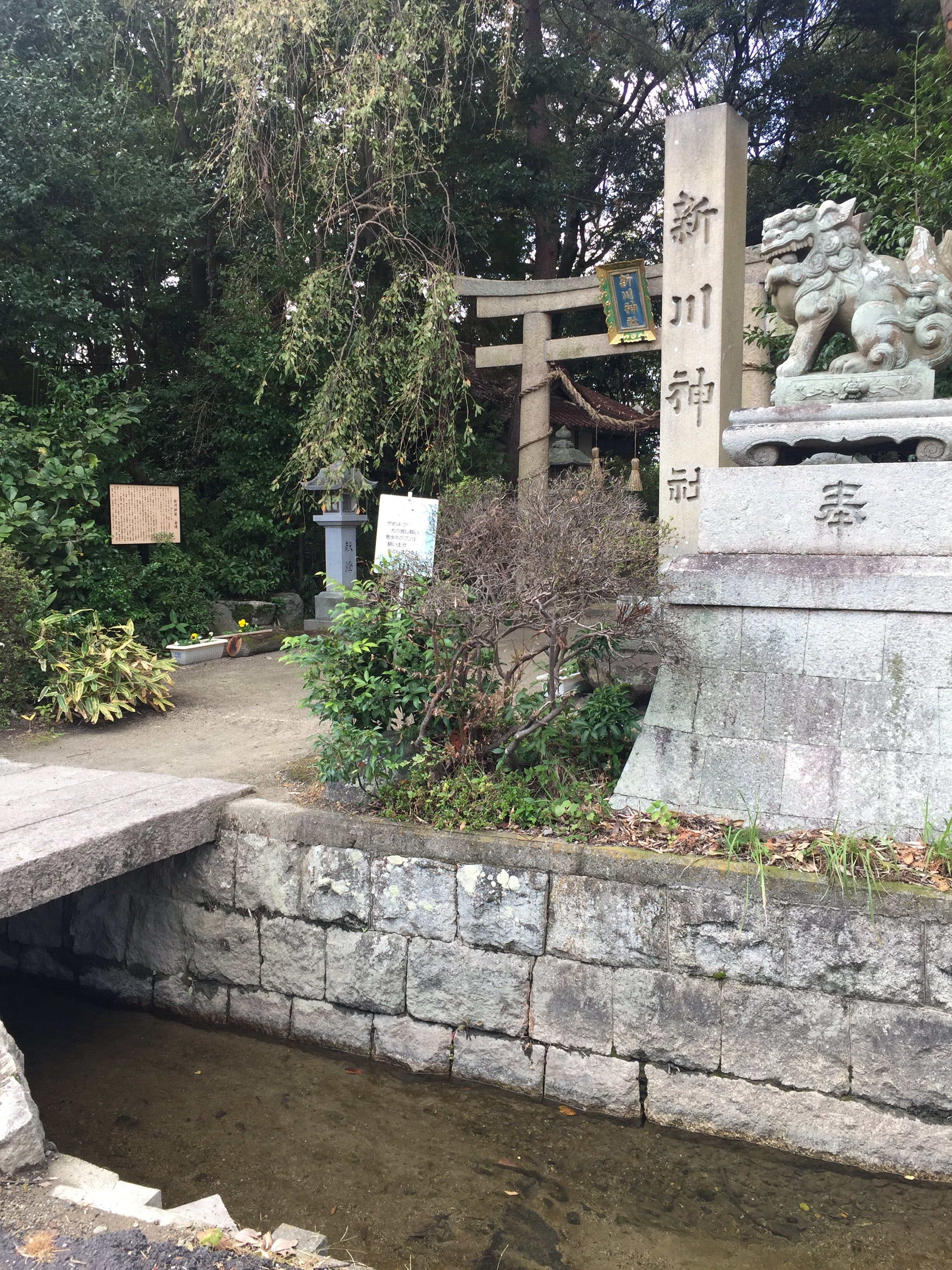
近江 立入城跡（新川神社）
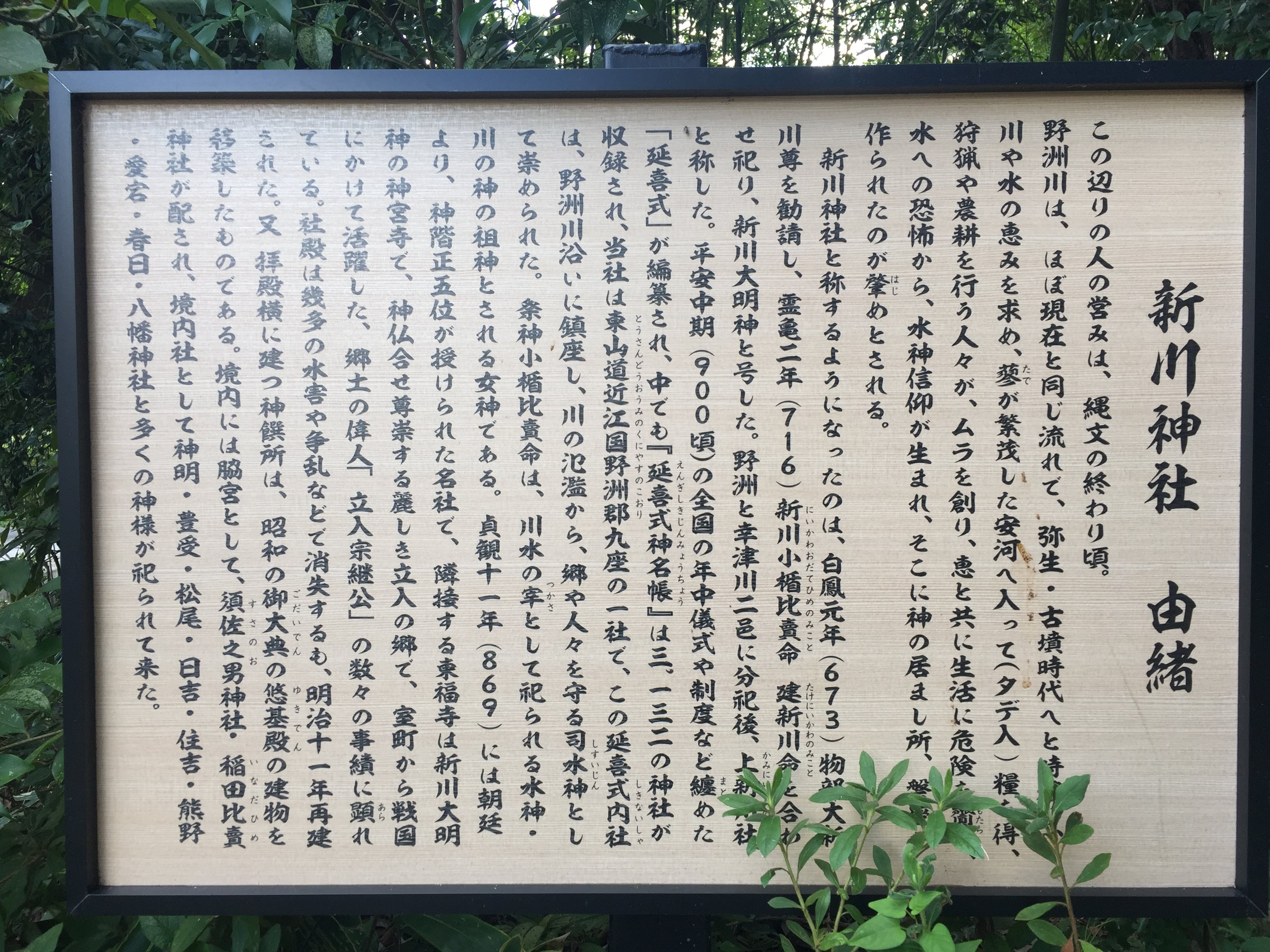
近江 立入城跡（新川神社）由緒